# Szczercowska Wieś
Szczercowska Wieś – wieś w Polsce położona w województwie łódzkim, w powiecie bełchatowskim, w gminie Szczerców.
W latach 1975–1998 miejscowość administracyjnie należała do województwa piotrkowskiego. 
Wieś położona jest nad rzeką Pilsią. 
Na terenie wsi znajdują się pozostałości wczesnośredniowiecznego cmentarzyska.